# Lucia Di Guglielmo
Lucia Di Guglielmo (Pisa, 26 giugno 1997) è una calciatrice italiana, difensore della Roma e della nazionale italiana.

## Biografia
Nata a Pisa da padre di Calitri e madre di Dorgali, nel 2019 consegue la laurea triennale in Chimica per l'Industria e l'Ambiente presso l'università di Pisa, con votazione finale di 110 e lode. Ha conseguito la laurea magistrale in chimica industriale il 26 gennaio 2024, due giorni dopo aver giocato la partita di Champions League contro il Bayern Monaco.

## Carriera

### Club
Lucia Di Guglielmo si appassiona al gioco del calcio da giovanissima, decidendo di tesserarsi con la Polisportiva ARCI Zambra, polisportiva con sede nel comune di Cascina, in Provincia di Pisa. In squadra con lei per 6 anni c'è Andrea Favilli, calciatore approdato in seguito alle Nazionali giovanili e alla Serie A. Qui gioca nelle squadre giovanili miste fino all'età di 14 anni, età massima prevista dalla federazione per le competizioni miste. Per continuare l'attività agonistica, nell'estate 2011 sottoscrive un accordo con il Valdarno, sua prima squadra interamente femminile. Assieme a lei arriva un'altra "pisana", Cecilia Prugna, con la quale condividerà, oltre a una profonda amicizia, l'evoluzione della società che diventerà Empoli Ladies, fino alla convocazione in nazionale U23 e poi nella nazionale maggiore di Milena Bertolini.
Nella stagione d'esordio, la 2011-2012, viene inserita in rosa sia nelle formazioni Giovanissime, che in quella iscritta al campionato Toscano Juniores, che a quella titolare che partecipa al campionato di Serie C Toscana. Con la maglia del Valdarno ottiene il primo posto in classifica in tutti i campionati disputati con le varie formazioni, tra le quali l'accesso alla stagione di Serie A2 2012-2013.
La società prima dell'inizio del campionato decide di cambiare ragione sociale iscrivendosi come Castelfranco Calcio Femminile, denominazione che manterrà per quattro stagioni consecutive. Di Guglielmo condivide l'evoluzione della squadra, tutte giocate nel secondo livello del campionato italiano femminile di calcio, alla prima stagione in A2, dove contribuisce a raggiungere il sesto posto in classifica del girone A, e nelle successive, causa la riforma del campionato e la scomparsa dell'A2, in Serie B. Al termine del campionato di Serie B 2015-2016, l'unico giocato nel girone C, la squadra sfiora la promozione, si classifica al secondo posto a un solo punto dal Cuneo che viene promosso in Serie A. Nella stessa stagione approdano alla semifinale di Coppa Italia, persa con l'AGSM Verona che arriverà seconda nel campionato di Serie A. L'anno successivo conquista la promozione in Serie A, unica squadra imbattuta considerando tutti i campionati Nazionali (Serie A e 4 gironi di Serie B).
Durante l'estate la società trova un accordo con l'Empoli maschile, per diventarne la sua sezione femminile acquisendone i colori sociali; ancora una volta Di Guglielmo decide di seguire le sorti della squadra che, iscritta come Empoli, alla sua stagione inaugurale conquista nuovamente la semifinale di Coppa Italia, persa con la Fiorentina Women's vincitrice poi del trofeo e del campionato di Serie A. Al termine del campionato 2016-2017 la società vince il girone A e conquista la promozione in Serie A per la prima volta.
Il salto di categoria però risulterà difficoltoso per la squadra e per la stessa Di Guglielmo. Infatti il 10 marzo 2018, alla sua quindicesima presenza in Serie A, durante la partita in casa con l'Atalanta subisce la lesione del crociato ed è quindi costretta a seguire le compagne dalla tribuna fino a fine campionato. A fine stagione, rimane a Empoli per il nuovo girone unico di Serie B 2018-2019 a 12 squadre. Di Guglielmo rientra dall'infortunio il 21 ottobre 2018 in casa contro l'Inter e da quel momento in poi darà il suo contributo alla promozione in Serie A grazie alla conquista del secondo posto. Partecipa al campionato di Serie A 2019-2020 come capitano della squadra che si classificherà al settimo posto con il campionato che si interrompe a sei giornate dal termine a causa della pandemia di COVID-19. Il 12 gennaio 2020 segna il suo primo gol in Serie A nella partita vinta 2-1 allo Stadio Brianteo di Monza contro il Milan. La stagione 2020-2021 si è rivelata ricca di soddisfazioni personali, grazie alle prestazioni in campionato con l'Empoli, che ha chiuso al sesto posto in classifica, e l'esordio in nazionale.
A fine stagione ha lasciato la Toscana e si è trasferita alla Roma, firmando un contratto triennale, e ritrovando l'ex tecnico dell'Empoli Alessandro Spugna. Al primo anno in giallorosso la squadra si piazza al secondo posto in campionato conquistando così l'accesso ai preliminari di Champions. Disputa la finale di Coppa Italia persa contro la Juventus.
A Glasgow, dal 18 al 21 agosto, fa parte della squadra che passa il primo turno di Champions battendo prima il Glasgow City per 3-1 e poi il Paris FC dopo i tiri di rigore. Il 16 settembre 2022, durante la terza giornata di campionato a Vinovo, contro la Juventus, subisce la lesione del tendine prossimale del bicipite femorale della coscia destra e il 29 settembre successivo viene sottoposta a intervento chirurgico, rimanendo così ferma per sei mesi. L'11 marzo 2023, in occasione della semifinale di ritorno di Coppa Italia contro il Milan, è rientrata in campo. Contribuisce quindi alla vittoria del campionato, primo titolo nazionale nella storia delle giallorosse.
Il 18 ottobre, durante la sua terza stagione in giallorosso, mette a segno i suoi primi due gol nel ritorno della partita valevole per il preliminare di Champions League contro il Vorskla Poltava, vinto per 6-1 dalle giallorosse. Il 17 novembre 2024, in Serie A, segna la rete del momentaneo 1-0 nel derby capitolino poi vinto 2-1 dalle giallorosse.

### Nazionale
Nel 2017 viene chiamata per due volte a partecipare agli stage della nazionale U23 congiunti con la nazionale maggiore a Novarello: la prima agli ordini di mister Rosario Amendola, e la seconda con Attilio Sorbi e Nazzarena Grilli. Nel 2019 è stata convocata dal tecnico dell'U23 Jacopo Leandri allo stage di Coverciano dal 3 all'11 novembre, partecipando alla trasferta nei Paesi Bassi dove esordisce in maglia azzurra nell'amichevole contro le padrone di casa entrando al 64'.
Nel settembre 2020 viene convocata in nazionale maggiore dal CT Milena Bertolini per la partita di qualificazione al campionato europeo 2022 contro l'Estonia, rimanendo, però in panchina. Viene nuovamente convocata nel mese successivo per la sfida alla Danimarca allo stadio Carlo Castellani di Empoli, rimanendo in panchina anche in questa occasione. Lo stesso avviene per la successiva partita contro le danesi del 1º dicembre 2020. Il 24 febbraio 2021 fa il suo esordio nella nazionale italiana entrando al 58' della partita contro Israele allo stadio Artemio Franchi di Firenze e valida per le qualificazioni ai campionati europei 2022.
Il 10 aprile 2021 parte titolare e gioca i 90 minuti nel primo dei due match amichevoli con l'Islanda (1-0), il secondo verrà disputato il 13 Aprile con il risultato di 1-1, presso lo stadio Enzo Bearzot di Coverciano.
A giugno 2021 viene convocata al raduno di Tirrenia in vista delle due amichevoli contro Paesi Bassi e Austria. Purtroppo, è costretta a lasciare il ritiro dopo tre giorni a causa di un infortunio alla mano subito durante una seduta di allenamento.
Nel 2022 disputa il torneo dell'Algarve Cup, persa dall'Italia in finale contro la Svezia dopo i calci di rigore. Prima di partire per Euro 2022 disputa l'amichevole, pareggiata 1-1, contro la Spagna a Castel di Sangro. Fa parte della spedizione azzurra a Euro 2022 dove disputa pochi minuti contro la Francia (sconfitta 5-1), l'intera partita contro l'Islanda (1-1) e il primo tempo contro il Belgio (sconfitta 1-0). A settembre è convocata per le ultime due decisive partite di qualificazione al Mondiale 2023 in Australia e Nuova Zelanda ed entra nel secondo tempo in entrambi i match. L'Italia si impone per 8-0 in casa della Moldavia e per 2-0 a Ferrara contro la Romania.
Partecipa alla sfortunata spedizione in Nuova Zelanda per i Campionati del Mondo dove purtroppo l'Italia esce ai gironi.
Alla ripresa dell'attività è convocata dal nuovo Ct dell'Italia, Andrea Soncin che ha preso il posto di Milena Bertolini. Disputa tutte le partite della nuova competizione europea di Nations League, in cui le Azzurre conquistano il secondo posto del girone e la permanenza nella lega A.
Il 9 aprile 2024 Di Guglielmo segna il suo primo gol in nazionale nella sfida di qualificazione agli Europei del 2025 contro la Finlandia, poi persa 2-1.

## Statistiche

### Presenze e reti nei club
Statistiche aggiornate al 17 maggio 2025.
| Stagione        | Squadra         | Campionato      | Campionato | Campionato | Coppe nazionali | Coppe nazionali | Coppe nazionali | Coppe continentali | Coppe continentali | Coppe continentali | Altre Coppe | Altre Coppe | Altre Coppe | Totale | Totale |
| Stagione        | Squadra         | Comp            | Pres       | Reti       | Comp            | Pres            | Reti            | Comp               | Pres               | Reti               | Comp        | Pres        | Reti        | Pres   | Reti   |
| --------------- | --------------- | --------------- | ---------- | ---------- | --------------- | --------------- | --------------- | ------------------ | ------------------ | ------------------ | ----------- | ----------- | ----------- | ------ | ------ |
| 2016-2017       | Empoli          | A               | 20         | 3          | CI              | ?               | ?               | -                  | -                  | -                  | -           | -           | -           | 20+    | 3+     |
| 2017-2018       | Empoli          | A               | 17         | 0          | CI              | 2               | 0               | -                  | -                  | -                  | -           | -           | -           | 19     | 0      |
| 2018-2019       | Empoli          | A               | 20         | 0          | CI              | -               | -               | -                  | -                  | -                  | -           | -           | -           | 20     | 0      |
| 2019-2020       | Empoli          | A               | 16         | 1          | CI              | 2               | 0               | -                  | -                  | -                  | -           | -           | -           | 18     | 1      |
| 2020-2021       | Empoli          | A               | 21         | 0          | CI              | 4               | 0               | -                  | -                  | -                  | -           | -           | -           | 25     | 0      |
| Totale Empoli   | Totale Empoli   | Totale Empoli   | 94         | 4          |                 | 8+              | 0+              |                    | -                  | -                  |             | -           | -           | 102+   | 4+     |
| 2021-2022       | Roma            | A               | 19         | 2          | CI              | 5               | 0               | -                  | -                  | -                  | SI          | 1           | 0           | 25     | 2      |
| 2022-2023       | Roma            | A               | 10         | 0          | CI              | 2               | 0               | UWCL               | 4                  | 0                  | SI          | -           | -           | 16     | 0      |
| 2023-2024       | Roma            | A               | 19         | 4          | CI              | 3               | 1               | UWCL               | 8                  | 2                  | SI          | 1           | 0           | 31     | 7      |
| 2024-2025       | Roma            | A               | 23         | 4          | CI              | 5               | 0               | UWCL               | 6                  | 0                  | SI          | 0           | 0           | 34     | 4      |
| Totale Roma     | Totale Roma     | Totale Roma     | 71         | 10         |                 | 15              | 1               |                    | 18                 | 2                  |             | 2           | 0           | 106    | 13     |
| Totale carriera | Totale carriera | Totale carriera | 165        | 14         |                 | 21+             | 1+              |                    | 18                 | 2                  |             | 2           | 0           | 206+   | 17+    |

### Cronologia presenze e reti in nazionale
| Cronologia completa delle presenze e delle reti in nazionale ― Italia | Cronologia completa delle presenze e delle reti in nazionale ― Italia | Cronologia completa delle presenze e delle reti in nazionale ― Italia | Cronologia completa delle presenze e delle reti in nazionale ― Italia | Cronologia completa delle presenze e delle reti in nazionale ― Italia | Cronologia completa delle presenze e delle reti in nazionale ― Italia | Cronologia completa delle presenze e delle reti in nazionale ― Italia | Cronologia completa delle presenze e delle reti in nazionale ― Italia |
| Data                                                                  | Città                                                                 | In casa                                                               | Risultato                                                             | Ospiti                                                                | Competizione                                                          | Reti                                                                  | Note                                                                  |
| --------------------------------------------------------------------- | --------------------------------------------------------------------- | --------------------------------------------------------------------- | --------------------------------------------------------------------- | --------------------------------------------------------------------- | --------------------------------------------------------------------- | --------------------------------------------------------------------- | --------------------------------------------------------------------- |
| 24-2-2021                                                             | Firenze                                                               | Italia                                                                | 12 – 0                                                                | Israele                                                               | Qual. Euro 2022                                                       | -                                                                     | 58’                                                                   |
| 10-4-2021                                                             | Firenze                                                               | Italia                                                                | 1 – 0                                                                 | Islanda                                                               | Amichevole                                                            | -                                                                     |                                                                       |
| 22-10-2021                                                            | Castel di Sangro                                                      | Italia                                                                | 3 – 0                                                                 | Croazia                                                               | Qual. Mondiali 2023                                                   | -                                                                     | 80’                                                                   |
| 16-2-2022                                                             | Lagos                                                                 | Danimarca                                                             | 0 – 1                                                                 | Italia                                                                | Algarve Cup 2022 - 1º turno                                           | -                                                                     | 78’                                                                   |
| 20-2-2022                                                             | Faro                                                                  | Italia                                                                | 2 – 1                                                                 | Norvegia                                                              | Algarve Cup 2022 - 1º turno                                           | -                                                                     | 46’                                                                   |
| 23-2-2022                                                             | Lagos                                                                 | Svezia                                                                | 1 – 1 (6 - 5 dtr)                                                     | Italia                                                                | Algarve Cup 2022 - Finale                                             | -                                                                     | 55’                                                                   |
| 1-7-2022                                                              | Castel di Sangro                                                      | Italia                                                                | 1 – 1                                                                 | Spagna                                                                | Amichevole                                                            | -                                                                     |                                                                       |
| 10-7-2022                                                             | Rotherham                                                             | Francia                                                               | 5 – 1                                                                 | Italia                                                                | Euro 2022 - Fase a gironi                                             | -                                                                     | 81’                                                                   |
| 14-7-2022                                                             | Manchester                                                            | Italia                                                                | 1 – 1                                                                 | Islanda                                                               | Euro 2022 - Fase a gironi                                             | -                                                                     |                                                                       |
| 18-7-2022                                                             | Manchester                                                            | Italia                                                                | 0 – 1                                                                 | Belgio                                                                | Euro 2022 - Fase a gironi                                             | -                                                                     | 46’                                                                   |
| 2-9-2022                                                              | Chișinău                                                              | Moldavia                                                              | 0 – 8                                                                 | Italia                                                                | Qual. Mondiali 2023                                                   | -                                                                     | 57’                                                                   |
| 6-9-2022                                                              | Ferrara                                                               | Italia                                                                | 2 – 0                                                                 | Romania                                                               | Qual. Mondiali 2023                                                   | -                                                                     | 46’                                                                   |
| 11-4-2023                                                             | Roma                                                                  | Italia                                                                | 2 – 1                                                                 | Colombia                                                              | Amichevole                                                            | -                                                                     | 85’                                                                   |
| 14-7-2023                                                             | Auckland                                                              | Nuova Zelanda                                                         | 0 – 1                                                                 | Italia                                                                | Amichevole                                                            | -                                                                     |                                                                       |
| 24-7-2023                                                             | Auckland                                                              | Italia                                                                | 1 – 0                                                                 | Argentina                                                             | Mondiali 2023 - Fase a gironi                                         | -                                                                     |                                                                       |
| 29-7-2023                                                             | Wellington                                                            | Svezia                                                                | 5 – 0                                                                 | Italia                                                                | Mondiali 2023 - Fase a gironi                                         | -                                                                     | 59’                                                                   |
| 2-8-2023                                                              | Wellington                                                            | Sudafrica                                                             | 3 – 2                                                                 | Italia                                                                | Mondiali 2023 - Fase a gironi                                         | -                                                                     | 64’                                                                   |
| 22-9-2023                                                             | San Gallo                                                             | Svizzera                                                              | 0 – 1                                                                 | Italia                                                                | UEFA Women's Nations League 2023-2024 - Fase a gironi                 | -                                                                     |                                                                       |
| 26-9-2023                                                             | Castel di Sangro                                                      | Italia                                                                | 0 – 1                                                                 | Svezia                                                                | UEFA Women's Nations League 2023-2024 - Fase a gironi                 | -                                                                     |                                                                       |
| 27-10-2023                                                            | Salerno                                                               | Italia                                                                | 0 – 1                                                                 | Spagna                                                                | UEFA Women's Nations League 2023-2024 - Fase a gironi                 | -                                                                     |                                                                       |
| 31-10-2023                                                            | Malmö                                                                 | Svezia                                                                | 1 – 1                                                                 | Italia                                                                | UEFA Women's Nations League 2023-2024 - Fase a gironi                 | -                                                                     |                                                                       |
| 1-12-2023                                                             | Pontevedra                                                            | Spagna                                                                | 2 – 3                                                                 | Italia                                                                | UEFA Women's Nations League 2023-2024 - Fase a gironi                 | -                                                                     | 90+1’                                                                 |
| 5-12-2023                                                             | Parma                                                                 | Italia                                                                | 3 – 0                                                                 | Svizzera                                                              | UEFA Women's Nations League 2023-2024 - Fase a gironi                 | -                                                                     | 88’                                                                   |
| 27-2-2024                                                             | Algeciras                                                             | Inghilterra                                                           | 5 – 1                                                                 | Italia                                                                | Amichevole                                                            | -                                                                     | 70’                                                                   |
| 9-4-2024                                                              | Helsinki                                                              | Finlandia                                                             | 2 – 1                                                                 | Italia                                                                | Qual. Euro 2025                                                       | 1                                                                     |                                                                       |
| 31-5-2024                                                             | Oslo                                                                  | Norvegia                                                              | 0 – 0                                                                 | Italia                                                                | Qual. Euro 2025                                                       | -                                                                     |                                                                       |
| 4-6-2024                                                              | Ferrara                                                               | Italia                                                                | 1 – 1                                                                 | Norvegia                                                              | Qual. Euro 2025                                                       | -                                                                     |                                                                       |
| 12-7-2024                                                             | Sittard                                                               | Paesi Bassi                                                           | 0 – 0                                                                 | Italia                                                                | Qual. Euro 2025                                                       | -                                                                     |                                                                       |
| 16-7-2024                                                             | Bolzano                                                               | Italia                                                                | 4 – 0                                                                 | Finlandia                                                             | Qual. Euro 2025                                                       | -                                                                     |                                                                       |
| 25-10-2024                                                            | Roma                                                                  | Italia                                                                | 5 – 0                                                                 | Malta                                                                 | Amichevole                                                            | -                                                                     | 46’                                                                   |
| 29-10-2024                                                            | Vicenza                                                               | Italia                                                                | 1 – 1                                                                 | Spagna                                                                | Amichevole                                                            | -                                                                     | 50’                                                                   |
| 2-12-2024                                                             | Bochum                                                                | Germania                                                              | 1 – 2                                                                 | Italia                                                                | Amichevole                                                            | -                                                                     | 32’                                                                   |
| 21-2-2025                                                             | Monza                                                                 | Italia                                                                | 1 – 0                                                                 | Galles                                                                | UEFA Women's Nations League 2025 - Fase a gironi                      | -                                                                     |                                                                       |
| 25-2-2025                                                             | La Spezia                                                             | Italia                                                                | 1 – 3                                                                 | Danimarca                                                             | UEFA Women's Nations League 2025 - Fase a gironi                      | -                                                                     |                                                                       |
| 4-4-2025                                                              | Solna                                                                 | Svezia                                                                | 3 – 2                                                                 | Italia                                                                | UEFA Women's Nations League 2025 - Fase a gironi                      | -                                                                     |                                                                       |
| 8-4-2025                                                              | Herning                                                               | Danimarca                                                             | 0 – 3                                                                 | Italia                                                                | UEFA Women's Nations League 2025 - Fase a gironi                      | 1                                                                     | 45+2’ 89’                                                             |
| 30-5-2025                                                             | Parma                                                                 | Italia                                                                | 0 – 0                                                                 | Svezia                                                                | UEFA Women's Nations League 2025 - Fase a gironi                      | -                                                                     | 36’                                                                   |
| 3-7-2025                                                              | Sion                                                                  | Belgio                                                                | 0 – 1                                                                 | Italia                                                                | Euro 2025 - Fase a gironi                                             | -                                                                     | 33’ 53’                                                               |
| 7-7-2025                                                              | Ginevra                                                               | Portogallo                                                            | 1 – 1                                                                 | Italia                                                                | Euro 2025 - Fase a gironi                                             | -                                                                     | 76’                                                                   |
| 16-7-2025                                                             | Ginevra                                                               | Norvegia                                                              | 1 – 2                                                                 | Italia                                                                | Euro 2025 - Quarti di finale                                          | -                                                                     |                                                                       |
| 22-7-2025                                                             | Ginevra                                                               | Inghilterra                                                           | 2 – 1 dts                                                             | Italia                                                                | Euro 2025 - Semifinali                                                | -                                                                     |                                                                       |
| Totale                                                                |                                                                       | Presenze                                                              | 41                                                                    |                                                                       | Reti                                                                  | 2                                                                     |                                                                       |

## Palmarès
- Campionato italiano di Serie B: 1

Empoli: 2016-2017 (girone A)
- Supercoppa italiana: 2

Roma: 2022, 2024
- Campionato italiano: 2

Roma: 2022-2023, 2023-2024
- Coppa Italia: 1

Roma: 2023-2024